# Guy Boucher

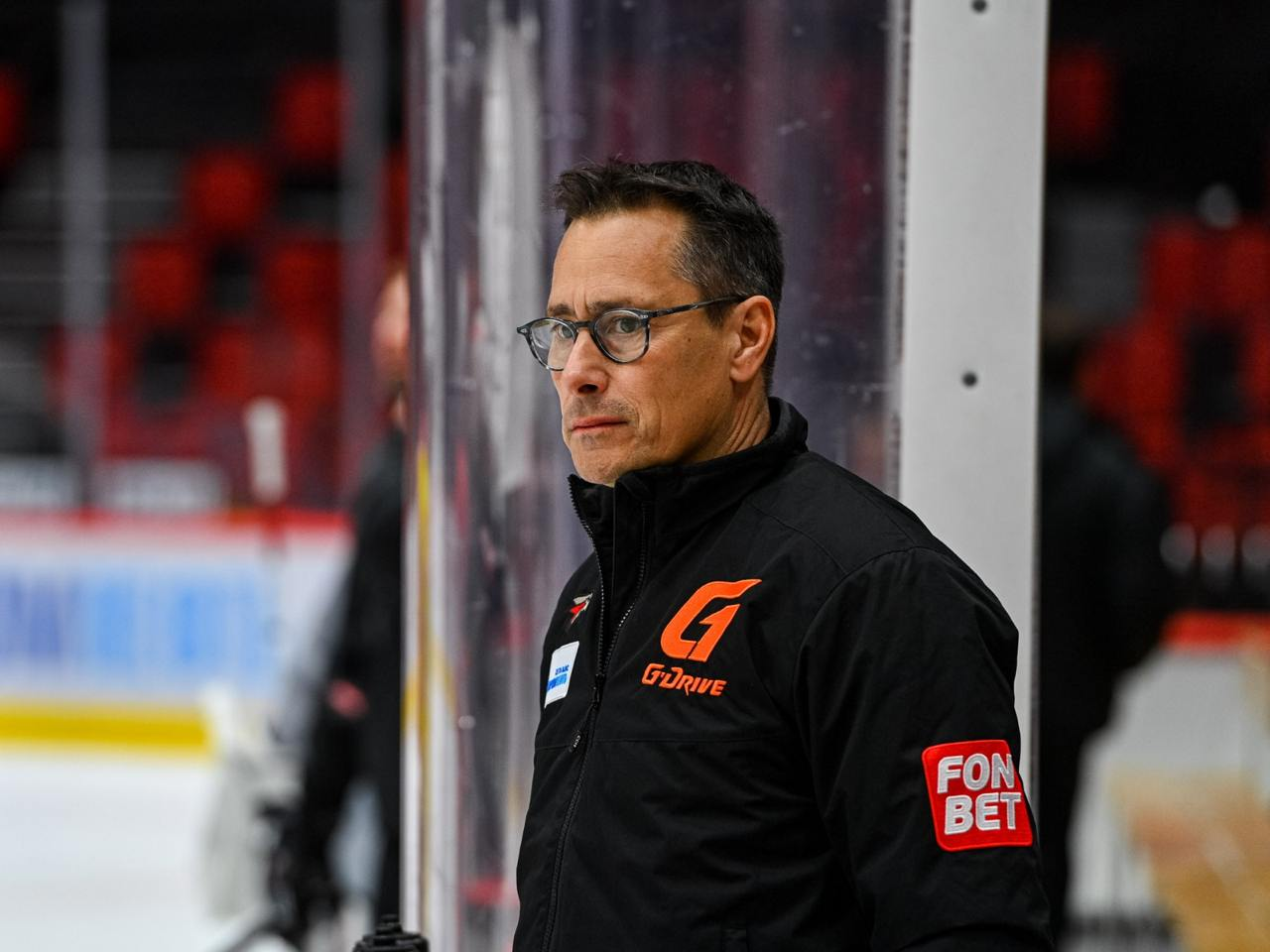
Guy Boucher (2024)

Guy Boucher (* 3. August 1971 in Notre-Dame-du-Lac, Québec) ist ein ehemaliger kanadischer Eishockeyspieler und derzeitiger -trainer. In der National Hockey League (NHL) fungierte er bisher als Cheftrainer der Tampa Bay Lightning (2010–2013) sowie der Ottawa Senators (2016–2019). Zuletzt war er von Juli 2023 bis Juni 2024 als Assistenztrainer der Toronto Maple Leafs tätig.

## Karriere

### Als Spieler
Boucher war zunächst von 1991 bis 1995 für die Eishockeymannschaft der McGill University aktiv, für welche der Kanadier in der Canadian Interuniversity Athletics Union auflief. Im Anschluss an diese Zeit verbrachte der Stürmer eine Saison, die Spielzeit 1995/96, beim französischen Erstligisten Viry-Châtillon Essonne Hockey und erzielte in insgesamt 35 Spielen 48 Scorerpunkte.

### Als Trainer
Relativ früh begann danach Boucher eine Laufbahn als Trainer einzuschlagen und war zunächst eine Saison als Assistenztrainer der  McGill Redmen tätig, für welche er als aktiver Spieler selber aufgelaufen war. Direkt im Anschluss an dieses Engagement folgten drei Saisonen in derselben Position bei den Rouyn-Noranda Huskies aus der kanadischen Top-Juniorenliga Ligue de hockey junior majeur du Québec. Ab 2000 stand Boucher bei den unterklassigen Lac Saint-Louis Lions aus der Midget AAA League als Cheftrainer hinter der Bande. Zurück in der Québec Major Junior Hockey League amtete der Kanadier zwischen 2003 und 2006 als Assistenztrainer der Rimouski Océanic und trainierte während dieser Zeit ebenfalls den heutigen NHL-Star Sidney Crosby. Mit dem Team gewann er 2005 den Coupe du Président als Meister der LHJMQ. Die Rimouski Océanic hatten zuvor bereits die Trophée Jean Rougeau als punktbeste Mannschaft der regulären Saison gewonnen.
Zur Spielzeit 2008/09 verpflichtete ihn der Ligakonkurrent Drummondville Voltigeurs als Cheftrainer, mit dem Boucher in seiner einzigen Saison die Meisterschaft errang. Er führte die Mannschaft zu 54 Siegen und 112 Punkten in der regulären Saison, was einen neuen Franchise-Rekord darstellte. Dies wurde von der Liga mit der Verleihung der Trophée Paul Dumont als Persönlichkeit des Jahres gewürdigt. Im Juni 2009 wurde Boucher zum Cheftrainer der Hamilton Bulldogs aus der American Hockey League ernannt. Als Farmteam der Montréal Canadiens gelang eine ausgezeichnete reguläre Saison mit 52 Siegen in 80 Partien und in den Playoffs das Erreichen der Conference Finals. Hierfür wurde er mit dem Louis A. R. Pieri Memorial Award als Trainer des Jahres ausgezeichnet. Zur Saison 2010/11 folgte die Beförderung zum Cheftrainer des NHL-Teams Tampa Bay Lightning, welche Boucher in seiner Debütsaison in die Endrunde führte.
Am 24. März 2013 wurde Boucher von der Tampa Bay Lightning entlassen, nachdem er mit seinem Team aus den ersten 31 Partien der NHL-Saison 2012/13 nur 13 Spiele gewinnen konnte und die Mannschaft den vorletzten Platz der Eastern Conference belegte.
Ab Januar 2014 coachte Boucher das Team des SC Bern aus der National League A. Unter seiner Leitung gewann der SCB in der Saison 2014/15 den Schweizer Cup. Am 17. November 2015 wurde er nach einer Niederlagenserie freigestellt.
Im Mai 2016 kehrte Boucher in die NHL zurück, als er die Nachfolge von Dave Cameron bei den Ottawa Senators antrat. Die Senators führte er in seiner ersten Saison bis ins Conference-Finale der Playoffs 2017, verpasste die post-season jedoch im Jahr darauf und wurde schließlich während einer Phase des kompletten Neuaufbaus (Rebuild) im Februar 2019 entlassen. Seine Nachfolge trat interimsweise Marc Crawford an.
Nach einem Hiatus von über vier Jahren kehrte Boucher in die NHL zurück, indem er im Juli 2023 von den Toronto Maple Leafs als Assistent von Sheldon Keefe engagiert wurde. Die Zusammenarbeit dort endete jedoch bereits nach der Saison 2023/24.

#### International
Boucher war unter Pat Quinn als Assistenztrainer der kanadischen Auswahl bei der U20-Junioren-Weltmeisterschaft 2009 tätig. Zuvor hatte er in derselben Funktion bereits bei den U18-Junioren-Weltmeisterschaften 2006, 2007 und 2008 die kanadische Nationalmannschaft trainiert. Bei der Weltmeisterschaft 2012 unterstützte er Brent Sutter, gemeinsam mit Kirk Muller, hinter der Bande.
Für den Spengler Cup 2014 und Spengler Cup 2015 war er als Trainer beim Team Canada tätig. 2015 führte er die Mannschaft zum Turniersieg.

## Erfolge und Auszeichnungen
- 2005 Coupe-du-Président-Gewinn mit den Rimouski Océanic (als Assistenztrainer)
- 2009 Coupe-du-Président-Gewinn mit den Drummondville Voltigeurs (als Cheftrainer)
- 2009 Trophée Paul Dumont
- 2010 Louis A. R. Pieri Memorial Award
- 2015 Schweizer Cupsieger mit dem SC Bern (als Cheftrainer)

### International
- 2008 Goldmedaille bei der U18-Junioren-Weltmeisterschaft (als Assistenztrainer)
- 2009 Goldmedaille bei der U20-Junioren-Weltmeisterschaft (als Assistenztrainer)
- 2015 Gewinn des Spengler Cups (als Cheftrainer)